# ولففورت (تگزاس)
ولففورت، تگزاس (به انگلیسی: Wolfforth, Texas) یک شهر در ایالات متحده آمریکا با جمعیت ۳٬۶۷۰ نفر است که در تگزاس واقع شده‌است.

## موقعیت جغرافیایی
موقعیت جغرافیایی شهرها و مناطق اطراف به شرح زیر است: